# Acrotrema
Az Acrotrema nemzetség a dilléniafélék (Dilleniaceae) családjába tartozó nemzetség.

## Rendszerezés
A nemzetségbe az alábbi fajok tartoznak:
- Acrotrema arnottianum
- Acrotrema bullatum
- Acrotrema costatum
- Acrotrema dissectum
- Acrotrema gardneri
- Acrotrema intermedium
- Acrotrema lanceolatum
- Acrotrema lyratum
- Acrotrema sylvaticum
- Acrotrema thwaitesii
- Acrotrema uniflorum
- Acrotrema walkeri
- Acrotrema wightianum